# WAM-фетиш
WAM (wet and messy — мокрый и грязный) фетишизм — форма сексуального фетишизма и/или фетиш-моды, при которой человек получает удовольствие от ощущений, вызванных наличием различных субстанций на коже или одежде.
В качестве материала обычно используются грязь, пена для бритья, отработанное масло, различные гели и т. п.
WAM-фетиш, как правило, связан с фетишем на определенный тип одежды — уличная (street-style), спортивная (футбольная форма, латекс, лайкра, различные защитные элементы), военная униформа, химическая защита, деловые костюмы и прочие типы одежды, в которых WAM-фетишист предпочитает пачкаться.